# Patristische Kommission
Die Patristische Kommission war eine 1960 von der Arbeitsgemeinschaft der deutschen Akademien der Wissenschaften gegründete Institution, die die patristischen Forschungen der Akademien koordinieren sollte.
Die Patristische Kommission wurde von acht deutschen Akademien der Wissenschaften als Gemeinschaftsunternehmen getragen. Ihre Hauptaufgabe bestand darin, die Forschungen und Unternehmungen der einzelnen Arbeitsstellen der Akademien zu koordinieren und zu begleiten. Zudem gab sie die Schriftenreihe Patristische Texte und Studien heraus. Zu den Gründungsmitgliedern der Kommission gehörten unter anderem Carl Andresen und Wilhelm Schneemelcher.
Ab dem Jahr 2016 stand die Kommission nicht mehr unter der Patronage der Union der deutschen Akademien der Wissenschaften.
2013 gehörten der Kommission an:
- Vorsitzender: Ekkehard Mühlenberg
- stellvertretender Vorsitzender: Hanns Christof Brennecke
- Vertreter der Akademie der Wissenschaften zu Göttingen: Heike Behlmer in Nachfolge Siegmar Döpps
- Vertreter der Nordrhein-Westfälischen Akademie der Wissenschaften und der Künste: Wolfgang Dieter Lebek
- Vertreter der Heidelberger Akademie der Wissenschaften: Jürgen Leonhardt
- Vertreter der Sächsischen Akademie der Wissenschaften zu Leipzig: Volker Leppin
- Vertreter der Berlin-Brandenburgischen Akademie der Wissenschaften: Christoph Markschies
- Vertreter der Akademie der Wissenschaften in Hamburg: Heimo Reinitzer
- Vertreter der Bayerischen Akademie der Wissenschaften: Martin Hose in Nachfolge Ernst Vogts
- Vertreter der Akademie der Wissenschaften und der Literatur, Mainz: Clemens Zintzen

- Fachgelehrte Mitglieder: Hanns Christof Brennecke, Heinz-Günther Nesselrath, Adolf Martin Ritter, Andrea B. Schmidt, Georg Schöllgen, Holger Strutwolf, vormals auch Antonie Wlosok

- Leiter der Arbeitsstellen:
- Arbeitsstelle Göttingen: Ekkehard Mühlenberg
- Arbeitsstelle Bonn: Michael Wolter

- Ehrenmitglieder: Ernst Dassmann, Albrecht Dihle

Siehe Kategorie:Mitglied der Patristischen Kommission